# Rio Perdido (Mato Grosso do Sul)
O rio Perdido é um curso de água que banha o estado de Mato Grosso do Sul, Brasil.